# 개성시
개성시(開城市)는 조선민주주의인민공화국의 남부에 있는 도시이며, 과거 고려의 수도로써 어언 500여 년간 번영한 고도(古都)이기도 하다. 개성(開城)은 개경(開京), 송악(松岳), 송도(松都), 송경(松京) 등의 여러 가지 이름으로 불리기도 하였다.
송악산 밑으로는 북위 38도 이남에 위치하고 있기 때문에 한국 전쟁 이전에는 대한민국 경기도의 관할에 속하였으나, 한국 전쟁 중에 조선민주주의인민공화국에게 점령되었다. 유엔군은 개성을 수복하려고 했으나, 휴전협상 및 확전 우려로 인해 좌절되고, 휴전 회담 및 수렴 끝에 결국 북한에게 양보했다.

## 인구
인구는 2008년 기준으로 30만8440명이고, 2023년에 편입된 장풍군(6만9104명)을 합치면 37만7544명이다.

## 관할 구역
개풍구역, 판문구역, 장풍군을 제외한 현재의 개성시내는 1945년 해방 당시의 개성을 중심으로 개풍군 영남면 대부분, 영북면 길상리·고덕리 및 토성면 여릉리와 장단군 진서면 대원리를 합친 지역이다.

## 역사

### 삼국시대와 남북국시대
이 곳은 처음에는 백제의 영토였으며, 청목령(靑木嶺)이라고 불렸다. 나중에는 고구려의 영토로서 동비홀(冬比忽)과 부소갑(扶蘇岬)으로 불리는 지역이었다. 757년(신라 경덕왕 16년)에 동비홀은 개성(開城)으로, 부소갑은 송악군(松岳郡)으로 각각 고쳐졌다.

### 고려의 도읍

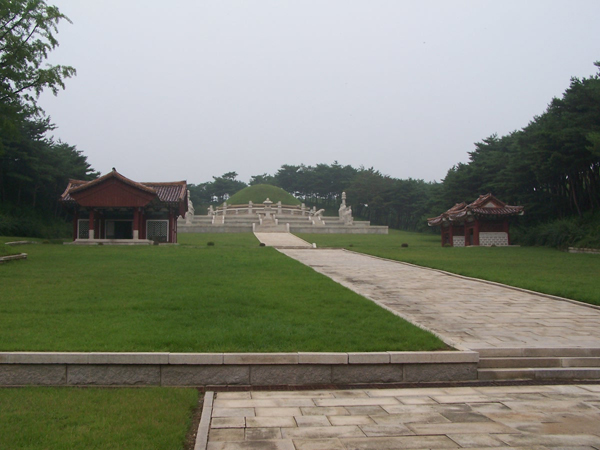
왕건의 릉

이 지역은 바다와 밀접한 연관을 가지고 있던 호족의 본거지였으며, 그 중 왕씨 일가는 그 대표적인 존재였다. 태봉의 국왕 궁예(弓裔)가 철원(鐵原)을 태봉국의 도읍으로 확정하기 전에는 한때 이곳을 잠깐동안 임시 도읍으로 삼았었다. 918년 왕건(王建)은 궁예를 몰아내고 고려를 건국한 후에 본거지였던 개성으로 천도하여 개성은 고려의 도읍이 되었다(919년). 고려 왕성이 위치한 곳은 신라 시대의 송악군이었고 개성현은 그에 속한 현이었다. 919년에 개주(開州)가 설치되고 995년에 개성부(開城府)로 개칭되어 송악현을 비롯한 수도 내를 관장하다가 1018년(현종 9) 개성부를 없애면서 송악현은 중앙 정부의 직속이 되고 개성현은 분리되었다. 1062년에 개성현이 개성부로 바뀌고 1308년에 개성부가 수도 내까지 관장하게 되면서 개성의 지위가 역전되어, 마침내 옛 송악군의 자리도 개성으로 불리게 되었다. 또한 개성은 인접한 항구 도시인 벽란도(碧蘭渡)와 함께 국제 상업 도시로 발달하였다. 이후 조선 왕조가 들어서 1394년 한양으로 천도할 때까지 489년간 고려와 조선 두 왕조의 도읍이었다.

### 조선
| Daedongyeojido (Gyujanggak) 12-04.jpg | Daedongyeojido (Gyujanggak) 12-03.jpg |
|                                       |                                       |

조선 태조가 1392년 조선을 건국한 후 잠시 수도의 지위를 유지하다가, 1394년에 한양으로 수도가 옮겨졌다. 이후 잠시(1399년 - 1405년) 수도가 개경으로 돌아온 것을 제외하고는, 개성은 정치적 중심으로서의 기능은 상실하였다. 그러나, 조선왕조에서도 개성은 중요한 도시 가운데 하나였다. 1438년 개성에는 개성부(開城府)가 설치되어, 황해도 영속의 개성 유수(留守)가 파견되었다. 또한, 개성은 특히 상업의 중심지로 이름을 떨쳤다. 이 시기에 개성은 송도(松都), 송경(松京), 중경(中京)이라고도 불리었다. 1895년 6월 23일 23부제가 실시되면서 도제(道制)가 폐지되어 개성부가 잠시 설치되었다가, 1896년 8월 4일 13도제가 실시되면서 경기도 영속으로 재차 환원되었다.

### 일제 강점기

개성부 휘장

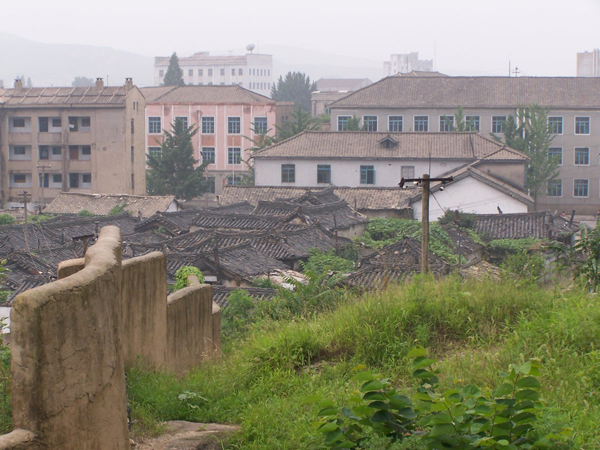
개성의 구시가지

1914년 4월 1일 개성군, 풍덕군을 통폐합하여 개성군을 설치하였다. 이 때, 송도면 안의 12개 리(里)가 13개 정(町)으로 개편되었다. 1930년 송도면이 개성부로 승격되고, 개성군은 개풍군(開豊郡)으로 개칭되었다.

### 대한민국
광복 후, 개성은 북위 38도선 바로 남쪽에 있기 때문에 미군정 지역이 되고, 1949년에 개성부는 개성시가 되어 대한민국의 최접적(最接敵) 도시가 되었다. 시가지의 북쪽 송악산 정상(488고지)은 조선민주주의인민공화국, 남쪽의 475고지는 대한민국이어서, 1949년 5월 4일에 송악산 5·4 전투가 일어나는 등 크고 작은 전투가 벌어졌다.

### 조선민주주의인민공화국
한국 전쟁으로 인해 조선민주주의인민공화국에 점령되었으며, 정전협정으로 편입되었다.1955년 1월에 개풍군과 판문군이 개성시에 속하게 되었고, 1957년 6월 1일에 도(道)급인 개성직할시로 승격하였다. 이때, 고려동 일부는 분리하여 해운동(海雲洞)을 신설하였으며 수창동이 남안동에 편입되었다. 1958년 6월 서흥동이 남안동에 편입되었으며 덕암리의 일부 지역을 분리하여 보선동(步仙洞)을 신설하였다. 1959년 2월 개성시 운학리가 운학동(雲鶴洞)으로 개칭되었다. 1960년 3월 황해북도에 속해있던 장풍군이 개성직할시에 편입되었다.
1961년 3월 장풍군 내 옛 개풍군 영남면·영북면 지역(룡흥리, 삼거리, 산성리)이 개성시에 편입되었고, 만월동 일부 지역을 분리하여 송학동(松鶴洞)을 신설하였다. 1967년 10월 태평동 일부 지역을 분리하여 역전동(驛前洞)을, 남안동 일부 지역을 분리하여 남문동(南門洞)으로 개칭되었다. 1981년 10월에 개성시 태평동이 내성동(內城洞)으로 개칭되었다. 1983년 11월에 개성시 손하리가 성남동(城南洞)으로, 산성리가 박연리(朴淵里)로 개칭되었고, 운학동이 운학일동(雲鶴一洞)과 운학이동(雲鶴二洞)으로 분리되었으며, 부산동 일부를 분리하여 방직동(紡織洞)을, 판문군 전재리 일부를 분리하여 개성시 은덕동(恩德洞)을 신설하였다. 1988년 7월 룡흥리가 룡흥동(龍興洞)으로 개칭되었으며, 1993년 12월 남산동이 남산일동(南山一洞)과 남산이동(南山二洞)으로 분리되었다. 1994년 3월 덕암리가 덕암동(德巖洞)으로 되었다.
2002년 11월 판문군이 폐지되었고, 2003년 6월 개성직할시의 장풍군과 개풍군이 황해북도로 이관되었다. 2003년 9월 직할시에서 해제되고, 개성시가 황해북도로 재편입되어 개성특급시로 변경되었다. 2005년 9월에 개풍군과 통합되었다. 2019년 2월 상반기에 황해북도에서 분리되어 개성특별시로 승격되었고, 구 개풍군 일대와 구 판문군이 각각 개풍구역과 판문구역이 설치되었다.
그러나 2021년 2월 상반기에 황해북도 개성시로 재차 격하된 이후, 2023년 2월 상반기에 황해북도 장풍군이 개성시로 편입되었다.

## 지리

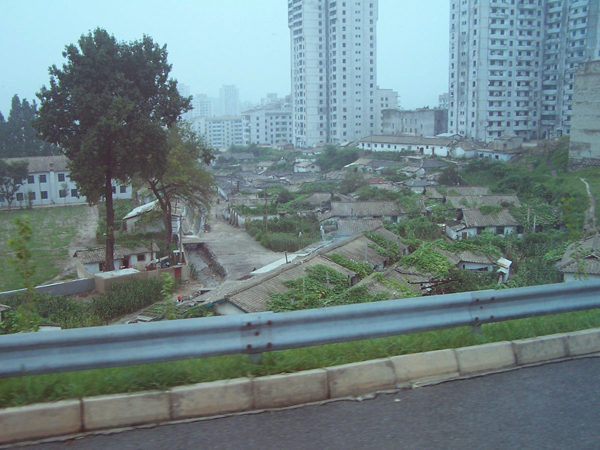
개성 시내

서쪽으로는 황해남도 배천군, 북쪽으로는 황해북도 금천군, 동쪽으로는 장풍군, 남동쪽으로는 군사분계선을 경계로 대한민국의 경기도 파주시와 접한다.
1945년 해방 전까지의 개성은 개풍군에 둘러싸이고, 동쪽 일부가 장단군과 닿아 있었다. 1953년 7월 27일으로 개성 시가지의 10km 동쪽(판문점)에 군사분계선이 지난다. 개성 시내와 군사분계선 사이에 개성공단이 있으며, 개성공단은 대한민국의 파주시 문산읍에서 14km 서북쪽에 위치해 있다.
개성은 아호비령산맥이 인근에 있어 주변에는 산들이 많이 있다. 산으로는 북쪽에 제석산(帝釋山), 천마산(天馬山), 두석산이, 중앙에 송악산(松岳山), 남쪽에 진봉산(進鳳山)과 용수산(龍岫山)이 있다. 송악산 서쪽에는 만수산이 있다. 특히 개성 시가지 주위에 있는 송악산, 자남산(子南山) 등에는 소나무가 많아, 개성을 송도(松都)라고 불리게 하였다.
하천으로는 원교(遠郊)에 임진강과 례성강이 흐른다. 조선민주주의인민공화국에서는 옹진군과 함께 기후가 가장 온화한 지역에 속한다. 시 면적의 55%는 삼림이 차지한다. 주목할 만한 동식물로는 조선민주주의인민공화국의 천연기념물인 개성백송(開城白松)과 크낙새가 있다.

### 기후
개성시의 기후는 일반적으로 냉대 동계 소우 기후 (Dwa)를 띄고 있다. 온난화가 지속되면서 서울특별시와 인접하기 때문에 Cwa 같은 기후 대역으로 편입해야 한다는 주장도 있지만 대체적으로는 냉대 기후를 띄는 것이 보통이다.
| 개성시의 기후                                 | 개성시의 기후 | 개성시의 기후 | 개성시의 기후 | 개성시의 기후 | 개성시의 기후 | 개성시의 기후 | 개성시의 기후 | 개성시의 기후 | 개성시의 기후 | 개성시의 기후 | 개성시의 기후 | 개성시의 기후 | 개성시의 기후   |
| 월                                            | 1월           | 2월           | 3월           | 4월           | 5월           | 6월           | 7월           | 8월           | 9월           | 10월          | 11월          | 12월          | 연간            |
| --------------------------------------------- | ------------- | ------------- | ------------- | ------------- | ------------- | ------------- | ------------- | ------------- | ------------- | ------------- | ------------- | ------------- | --------------- |
| 일평균 최고 기온 °C (°F)                      | 1.6 (34.9)    | 4.6 (40.3)    | 10.5 (50.9)   | 17.3 (63.1)   | 22.8 (73.0)   | 26.8 (80.2)   | 28.1 (82.6)   | 29.3 (84.7)   | 25.8 (78.4)   | 20.1 (68.2)   | 11.3 (52.3)   | 3.6 (38.5)    | 16.8 (62.2)     |
| 일일 평균 기온 °C (°F)                        | −3.6 (25.5)   | −0.8 (30.6)   | 4.6 (40.3)    | 11.0 (51.8)   | 16.7 (62.1)   | 21.3 (70.3)   | 24.1 (75.4)   | 24.9 (76.8)   | 20.4 (68.7)   | 13.7 (56.7)   | 5.9 (42.6)    | −1.3 (29.7)   | 11.4 (52.5)     |
| 일평균 최저 기온 °C (°F)                      | −8.1 (17.4)   | −5.6 (21.9)   | −0.3 (31.5)   | 5.6 (42.1)    | 11.6 (52.9)   | 17.1 (62.8)   | 21.1 (70.0)   | 21.5 (70.7)   | 15.9 (60.6)   | 8.3 (46.9)    | 1.1 (34.0)    | −5.6 (21.9)   | 6.9 (44.4)      |
| 평균 강수량 mm (인치)                         | 10.9 (0.43)   | 19.4 (0.76)   | 24.7 (0.97)   | 49.9 (1.96)   | 95.2 (3.75)   | 105.7 (4.16)  | 359.9 (14.17) | 285.2 (11.23) | 109.9 (4.33)  | 40.9 (1.61)   | 40.8 (1.61)   | 18.3 (0.72)   | 1,160.8 (45.70) |
| 평균 강수일수 (≥ 0.1 mm)                      | 3.3           | 3.6           | 4.6           | 6.3           | 7.4           | 8.1           | 12.8          | 11.3          | 5.9           | 4.7           | 6.4           | 4.9           | 79.3            |
| 평균 강설일수                                 | 4.6           | 3.1           | 1.6           | 0.1           | 0.0           | 0.0           | 0.0           | 0.0           | 0.0           | 0.0           | 1.4           | 4.9           | 15.7            |
| 평균 상대 습도 (%)                            | 67.2          | 64.7          | 64.4          | 66.7          | 72.9          | 77.8          | 85.3          | 81.8          | 73.4          | 70.1          | 70.3          | 67.9          | 71.9            |
| 출처: 대한민국 기상청 (평년값: 1991년~2020년) |               |               |               |               |               |               |               |               |               |               |               |               |                 |

## 산업
경공업을 주로 하며, 인근 평야 지대에서는 농업, 특히 논농사가 이루어진다. 쌀 외에도 옥수수·콩·수수·메밀도 생산되며, 축산업, 과수업, 양잠도 이루어진다. 개성시는 소규모의 메기농장과 개성시인삼농장, 그리고 개성시인삼가공공장이 있으며, 모직물과 편직물 각종 의류들을 생산하는 개성편집물공장과 개성수지공장이 있고, 개성일용품공장과 개성육류공장, 그리고 개성신발공장과 개성목재공장, 개성일용잡화공장 등이 있다. 2006년에는 개성공업지구가 남북한 간의 협상으로 설립되어 대한민국의 일부 중소기업들이 이곳으로 진출하였고, 이 공장에서 일하는 근로자는 대부분 조선민주주의인민공화국(북한) 주민들이다.
개성인삼공장은 기업농장을 운영하고 있고, 개성인삼공장에서 생산되는 "개성인삼"은 가공 혹은 가공되지 않은 상태로 평양시로 운송된다. 인삼과 도자기는 해외로도 수출된다.
금융기관으로는 조선민주주의인민공화국 중앙은행의 개성 지부가 있다.

## 관광명소 및 유적지

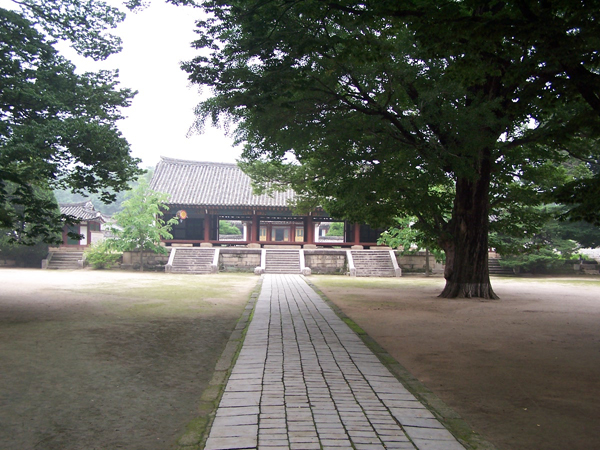
개성 성균관

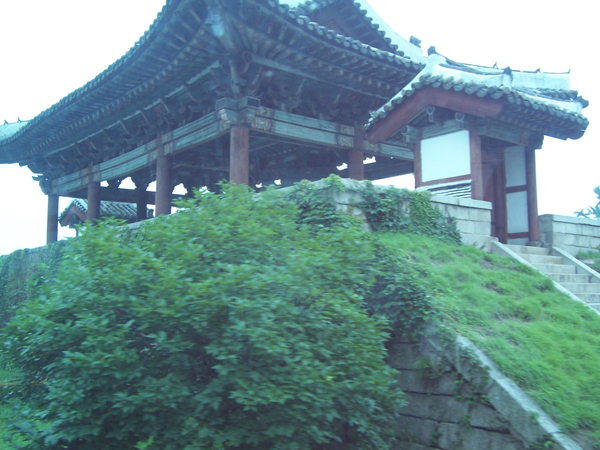
개성 남대문

개성은 고려왕조 500년의 수도로서, 명승고적이 많다. 시내의 대표적인 역사적 유적 및 명승지로는 다음과 같은 것들이 있다.
- 만월대(滿月臺)
- 성균관
- 선죽교(善竹橋)
- 개성 남대문과 개성 첨성대
- 목청전(穆淸殿)
- 경덕궁 터
- 송악산(松岳山)
- 중조우의림(中朝友誼林)

교외(구 개풍군 지역)에도 왕건릉과 공민왕릉 같은 역사적 유적과 박연폭포(朴淵瀑布) 같은 명승지들이 많다.

### 기타
개성민속여관은 선죽동에 있으며, 조선시대 때 지어진 많은 전통한옥들과 봉사기관들이 많이 밀집해 있다. 이것은 한국 전쟁 전에는 개성 주민들의 주택이었던 것을 여관시설로 개조한 것이다. 1975년에 김일성이 "우리의 문화와 풍습들을 잘 보존해야겠다."는 지시를 내리자, 이 곳을 "보전거리"라는 이름으로 바꾸어 여관으로 개조하였던 것이다. 그래서 관광객 개성민속여관으로 가면 민족음식인 우메기(한과)와 인삼차, 송도보쌈김치(송도쌈김치)의 맛을 느낄 수 있으며, 조선민주주의인민공화국의 전통놀이를 즐길 수 있다. 기타 관광시설으로는 자남산려관과 개성민속려관이 있다. 개성의 주요 관광지는 한때 대한민국의 관광객에도 개방되기도 했으나, 2020년 현재 개성시는 대한민국(남한)으로부터 오는 관광을 중단한 상태이다.

## 사회문화시설
사회문화시설로는 개성학생소년궁전과 개성체육청소년학교가 있으며, 상업시설은 개성백화점이 있다. 지역의 방송국으로는 대남(對南)용인 개성방송, 조선교육문화텔레비죤방송국이, 신문사로는 개성신문사가 있다.
의료기관에는 과거에 남성병원(南星病院)이 있었는데, 지금은 개성시인민병원과 개성시종합진료소가 있다.

## 교육
1950년 당시의 중등 교육기관으로는 공립인 개성중학교(開城中學校), 개성고등여학교(開城高等女學校), 사립인 송도중학교(松都中學校), 정화여학교(貞和女學校), 호수돈여학교(好壽敦女學校)가 있었다. 전쟁 후, 사립 학교들은 남한지역으로 와서 다시 개교하였다. 한편, 초등 교육기관으로는 만월(滿月), 동현(銅峴), 선죽(善竹), 고려(高麗), 송도(松都), 중경(中京), 남산(南山), 덕암(德岩) 등의 국민학교가 있었다.
현재 개성시에 위치한 대학교로는 고려성균관대학교, 개성공업대학교, 개성예술대학, 안영애대학교, 개성체육대학교, 개성송도대학교 등이 있다.

## 개성공업지구
2000년 8월, 김정일과 정몽헌 현대그룹 회장의 합의에 의해서, 조선민주주의인민공화국 측이 토지와 노동력을, 대한민국(현대) 측이 기술과 자본을 제공하고, 개성(구 개풍군 봉동면) 일대에 공업단지를 만드는 것이 정해졌다. 2002년 11월에, 북한 측은 "개성공업지구법"을 제정. 2003년 6월, 약 330만m2를 조성하는 제1기 공사가 기공되어 2006년 말에 완공되었다. 다만, 쌍방의 의견 대립등도 있어, 단순하게 순조롭다고는 말할 수 없다. 그런데도 남북의 송전선이나 서울로부터의 광섬유가 연결되는 등의 큰 진전도 많다.

## 교통
철도로는 평부선(경의선) 개성역이 있으며, 그 동쪽으로는 대한민국 경의선 도라산역과 연결되는 판문역, 손하역, 봉동역이 있다. 도로시설로는 평양개성고속도로 등이 있다.

## 행정 구역
개성시는 옛 장풍군, 개풍군, 판문군 지역인 시외의 1군 2구역과 시내의 27동 5리로 이루어져 있는데, 그 명칭은 다음과 같다.
| - 개풍구역 - 판문구역 - 장풍군 | - 고려동(高麗洞) - 관훈동(冠訓洞) - 남문동(南門洞) - 남산1~2동(南山洞) - 남안동(南安洞) - 내성동(內城洞) - 덕암동(德巖洞) - 동현동(銅峴洞) - 동흥동(東興洞) - 룡산동(龍山洞) | - 룡흥동(龍興洞) - 만월동(滿月洞) - 방직동(紡織洞) - 보선동(步仙洞) - 부산동(扶山洞) - 북안동(北安洞) - 선죽동(善竹洞) - 성남동(城南洞) - 송악동(松嶽洞) - 승전동(勝戰洞) | - 역전동(驛前洞) - 운학1~2동(雲鶴洞) - 은덕동(恩德洞) - 자남동(子男洞) - 해운동(海雲洞) - 박연리(朴淵里) - 삼거리(三居里) - 해선리(解線里) - 광답리(廣畓里) - 신광리(新光里) |

고려동1950년에도 이 이름으로 존재하였다. 1957년 6월에 고려동의 일부가 해운동으로 분리되었다.
내성동1967년 10월 태평동 일부 지역을 분리하여 역전동(驛前洞)을 신설하였다. 1981년 10월에 태평동이 내성동(內城洞)으로 개칭되었다.
남문동1967년 10월 남안동 일부 지역을 분리하여 남문동(南門洞)을 신설하였다. 개성 남대문의 남쪽에 위치하고 있다.
남산1~2동1993년 12월 남산동이 남산일동(南山一洞)과 남산이동(南山二洞)으로 분리되었다.
남안동1957년 6월에 수창동(壽昌洞)이, 1958년 6월에 서흥동(西興洞)이 각각 남안동으로 흡수 편입되었다. 1967년 10월 남안동 일부 지역을 분리하여 남문동(南門洞)을 신설하였다.
덕암동1958년 6월에 덕암리의 일부 지역을 분리하여 보선동(步仙洞)을 신설하였다. 1994년 3월 덕암리가 덕암동(德巖洞)으로 되었다.
룡흥동1960년 3월에 장풍군 룡흥리가 개성시로 편입되었다. 1988년 7월 룡흥리가 룡흥동(龍興洞)으로 개칭되었다.
방직동1983년 11월에 부산동(扶山洞) 일부를 분리하여 방직동(紡織洞)을 신설하였다.
보선동1958년 6월에 덕암리의 일부 지역을 분리하여 신설하였다.
부산동1983년 11월에 부산동 일부를 분리하여 방직동(紡織洞)을 신설하였다.
북안동개성 남대문의 북쪽에 위치하고 있다.
성남동1983년 11월에 개성시 손하리가 성남동(城南洞)으로 개칭되었다.
역전동1967년 10월 태평동 일부 지역을 분리하여 역전동(驛前洞)을 신설하였다. 개성역이 여기에 있다.
운학1~2동1959년 2월에 운학리가 운학동(雲鶴洞)으로 개칭되었다. 1983년 11월에 운학동이 운학일동(雲鶴一洞)과 운학이동(雲鶴二洞)으로 분리되었다.
은덕동1983년 11월에 판문군 전재리 일부를 분리하여 개성시 은덕동(恩德洞)을 신설하였다.
해운동1957년 6월에 고려동 일부를 분리하여 신설하였다. 경제전문학교가 여기에 있다.
박연리1960년 3월에 장풍군 산성리가 개성시로 편입되었다. 1983년 11월에 산성리가 박연리(朴淵里)로 개칭되었다.
삼거리1960년 3월에 장풍군에서 개성시로 편입되었다.
송학동(松鶴洞)1960년 3월에 만월동 일부 지역을 분리하여 송학동(松鶴洞)을 신설하였다.
1950년 당시에는 다음의 17개 동으로 구성되어 있었다.
| - 고려동(高麗洞) - 관훈동(冠訓洞) - 남산동(南山洞) - 남안동(南安洞) - 덕암동(德巖洞) - 동흥동(東興洞) | - 만월동(滿月洞) - 북안동(北安洞) - 사직동(社稷洞) - 서흥동(西興洞) - 선죽동(善竹洞) - 손하동(孫河洞) | - 수창동(壽昌洞) - 용산동(龍山洞) - 운학동(雲鶴洞) - 자남동(子南洞) - 태평동(太平洞) |

## 자매 도시
- 페루 쿠스코 (1990년)

## 출신 인물
- 마해송: 대한민국의 아동문학가
- 서경덕: 조선의 학자
- 양주동: 대한민국의 학자
- 임동균 : 대한민국의 바둑 기사
- 전원주: 대한민국의 배우
- 원병오: 대한민국의 조류학자
- 한호: 조선의 서예가
- 황희: 조선의 재상

## 같이 보기
- 개성 왕씨
  - 고려
- 개성분지
- 박연폭포
- 대흥산성
- 고려성균관대학
- 개성방직공장
- 개성예술대학
- 개성체육대학
- 개성문화회관
- 고려시보(高麗時報)
- 개성시 (대한민국)
- 개경

## 참고 문헌
- 북한지역정보넷 - 개성시
- Dormels, Rainer. North Korea's Cities: Industrial facilities, internal structures and typification. Jimoondang, 2014. ISBN 978-89-6297-167-5